# Circus (pjesma)
"Circus" je pjesma američke pop pjevačice Britney Spears s njezinog šestog studijskog albuma Circus. Pjesma je objavljena 1. prosinca kao drugi singl s albuma. Pjesmu su producirali Dr. Luke i Benny Blanco, govoreći o sposobnostima Britney kao zabavljačice i objašnjava koje emocije osjeća dok izvodi na pozornici. Glazbeno, "Circus" je uptempo dance pjesma, s utjecajem R&B-a.
Pjesma "Circus" je dobila puno pozitivnih recenzija od glazbenig kritičara, mnogu su hvalili produkciju pjesme. To je postao njezin prvi singl koji je debitirao u top 3 na Billboard Hot 100 ljestvicu i za sada je prodan u više od 2,200,000 primjeraka samo u SAD-u. Pjesma je u Australiji i Danskoj dobila platinastu certifikaciju, te je dospjela u top 10 u 11 zemalja svijeta.
U glazbenom videu Spears se istaknula kao kolovođa u cirkusu, koji je režirao Francis Lawrence. Pjesmu je izvodila na Circus Promo turneji kao i na The Circus Starring: Britney Spears svjetskoj turneji.

## Popis pjesama
| CD Singl 1 (australski/europski glavni singl/korejski CD) (88697455282) 1. "Circus" (Main Version) — 3:12 2. "Womanizer" (Mike Rizzo Funk Generation Edit) — 3:51 CD Singl 2 (europski maksi singl/tajvanski singl s remiksevima) (B001Q3FSAC) 1. "Circus" (glavna verzija) — 3:12 2. "Circus" (Tom Neville's Ringleader Remix) — 7:52 3. "Circus" (Diplo (DJ)Circus Remix) — 4:24 4. "Circus" (Junior Vasquez Club Circus) — 9:01 5. "Circus" (glazbeni video) | Digitalni download 1. "Circus" (glavna verzija) — 3:12 2. "Circus" (Tom Neville's Ringleader Remix) — 7:52 Digitalni EP s remiksevima 1. "Circus" (Diplo Circus Remix) — 4:24 2. "Circus" (Tom Neville's Ringleader Remix) — 7:52 3. "Circus" (Villains Remix) — 5:17 4. "Circus" (Linus Love Remix) — 4:39 5. "Circus" (Junior Vasquez Electric Circus) — 9:02 |

## Ljestvice
| Ljestvica                         | Najviša pozicija |
| --------------------------------- | ---------------- |
| Australija                        | 1                |
| Austrija                          | 1                |
| Belgija (Flandrija)               | 1                |
| Danska                            | 9                |
| Finska                            | 1                |
| Francuska                         | 1                |
| Irska                             | 1                |
| Japan                             | 38               |
| Kanada                            | 2                |
| Nizozemska                        | 2                |
| Novi Zeland                       | 4                |
| Norveška                          | 1                |
| Njemačka                          | 1                |
| SAD Billboard Hot 100             | 3                |
| SAD Billboard Hot Dance Club Play | 1                |
| Švedska                           | 1                |
| Švicarska                         | 1                |
| Turska                            | 1                |
| Ujedinjeno Kraljevstvo            | 1                |

## Nagrade
| Godina | Dodjela nagrada             | Nagrada                  | Rezultat   |
| ------ | --------------------------- | ------------------------ | ---------- |
| 2009   | MTV Australia Awards        | Najbolji pokreti         | Osvojeno   |
| 2009   | Bravo A List Awards         | A-List najviše downloada | Osvojeno   |
| 2009   | MuchMusic Video Awards      | Najbolji video           | Osvojeno   |
| 2009   | Teen Choice Awards          | Najbolji singl           | Osvojeno   |
| 2009   | 2009 MTV Video Music Awards | Najbolja scenografija    | Osvojeno   |
| 2009   | 2009 MTV Video Music Awards | Najbolja koreografija    | Nominacija |
| 2009   | 2009 MTV Video Music Awards | Najbolji redatelj        | Osvojeno   |
| 2009   | 2009 MTV Video Music Awards | Najbolja montaža         | Nominacija |
| 2009   | 2009 MTV Video Music Awards | Najbolja kinematografija | Osvojeno   |

## Certifikacije
| Država      | Certifikacija | Prodaja    |
| ----------- | ------------- | ---------- |
| Australija  | Platinasta    | 70,000+    |
| Danska      | Platinasta    | 40,000+    |
| Novi Zeland | Zlatna        | 7,500+     |
| SAD         |               | 2,200,000+ |
| Svijet      |               | 3,803,000+ |

## Povijest izlaska
| Država     | Datum               | Detalji                                |
| ---------- | ------------------- | -------------------------------------- |
| Australija | 24. studenog, 2008. | Radio                                  |
| Australija | 18. siječnja, 2009. | CD singl                               |
| Njemačka   | 27. veljače, 2009.  | CD singl                               |
| Italija    | 24. siječnja, 2009. | digitalni download                     |
| SAD        | 2. prosinca, 2008.  | Radio                                  |
| SAD        | 29. siječnja, 2009. | CD singl                               |
| SAD        | 24. veljače, 2009.  | EP s remiksevima za digitalni download |
| Europa     | 16. veljače, 2009.  | CD singl, digitalni download           |